# 深井鑑一郎
深井 鑑一郎（ふかい かんいちろう、慶応元年（1865年） - 1943年3月24日）は、日本の教育者、儒学者。

## 来歴・人物
武蔵国岩槻生まれ。生家は微禄で貧しかった。7歳のとき、岩槻藩藩黌児玉南柯由来の遷喬館にて句読を学び、小学校を経て埼玉県立中学師範学校副科漢学部で4年学んだ。1883年（明治16年）、東京大学（東京大学 (1877-1886)）文学部古典講習科漢書課に合格したが、1885年（明治18年）同科の官費給付が廃止されたため、私立東京感化院に勤めた。
その後、福島師範学校教諭を経て、1891年（明治24年）、皇典講究所教師に着任し、補充中学校改め共立中学校（現：都立戸山高校）で教える。共立中学校長は東大古典講習科同窓の今泉定助が就いており、今泉は東京府尋常中学校（現：都立日比谷高校）兼補充中学校教諭から、尋常中学校との連絡がなくなり生徒が集まらなくなった補充中学改め共立中学に転じていた。1898年（明治31年）、東京府城北尋常中学校（現：都立戸山高校）校長に就任。以来、1938年（昭和13年）までの40年間にわたって東京府立第四中学校（現：都立戸山高校）の校長を務め、府立四中中興の祖と称される。また、深井が編纂した漢文教科書は全国の学校に普及した。
1902年（明治35年）、詳細な10の徳目と生徒注意事項も30にわたる項目を制定。対外スポーツ試合などは禁止され、予習・復習はガッチリやらせ、服装チェックも厳しく、他校と比べても非常に厳正なものだった。遺忘（忘れ物）のチェックは府立中学全四校でも実施されていたが、それが3回（あるいは5回とも）に及ぶと、府立三中同様成績評価がワンランク下げられたりした。このように四中の生活や勉学の指導は府立中学の中でも特に厳しいものであったが、卒業生の中にはこうしたスパルタ教育を断罪する者もいた半面、非常に役に立ったという声も多くあった。
勉学面では、四年1学期で5年間のカリキュラムを終えて、残りを受験指導に充てた。一高入学者数以上に四年修了での地方も含めた官立上級校への入学を指導していたが、修身の時間には、いつも一高など官立上級校への入学成績の話をする時、話題の中心は四中と一中との対比であった。こうした教育指導の成果もあって、明治の後半から昭和にかけて府立四中と一中が一高合格率を競うようになり、一中川田正澂校長最後の年には一中を抜いて一高合格者数でトップに立った。
1935年（昭和10年）、府立四中補習科（後の卒業生講習会、1967年（昭和42年）に都通達で廃止）を分離し、私立城北高等補習学校を開校（後の城北予備校、1987年（昭和62年）廃校）。
1940年（昭和15年）、富士見高等女学校（現：富士見中学高等学校）校長に就任。
1941年（昭和16年）、四中卒で弟子の井上源之丞（凸版印刷社長）とともに城北高等補習学校の寄宿舎を仮校舎として城北中学校を創立、同校の初代理事長・学校長に就任。

## 著書
- 訂正中学漢文読本巻一（1902年、弘文館）
- 訂正中学漢文読本巻二（1903年、弘文館）
- 訂正中学漢文読本巻三（1903年、弘文館）

## 参考・関連書籍
- 『府立四中・都立戸山高校百年史』（都立戸山高等学校百年史編集委員会、1988年）
- 『東京府公立中学校教育史』（桑原三二著・発行、1981年）
- 『東京府立中学』（岡田孝一、同成社、2004年5月）